# Sam Lesser
Sam Lesser (nascido Manassah Lesser ou Manasseh Lesser e também conhecido como Sam Russell, Londres, 19 de março de 1915 - 2 de outubro de 2010) foi um jornalista e militar inglês, veterano das Brigadas Internacionais da Guerra Civil Espanhola.